# James Karen
James Karen, seudónimo de Jacob Karnofsky (Wilkes-Barre, Pensilvania; 28 de noviembre de 1923-Los Ángeles, California; 23 de octubre de 2018) fue un actor de cine, teatro, televisión, voz y actor de radio estadounidense, conocido por su papel de Martin Frohm en En busca de la felicidad.

## Biografía
Estuvo casado con Susan Reed, con quien tuvo un hijo, desde 1958 hasta que se divorciaron en 1967. Luego se casó con Alba Francesca en 1986.

## Otros sitios
- James Karen en Internet Movie Database (en inglés).

- Datos: Q1372953
- Multimedia: James Karen / Q1372953